# Obwodnica etapowa Warszawy
Obwodnica etapowa Warszawy (obwodnica etapowa centrum, OEC) – obwodowy układ komunikacyjny, który ma otaczać obszar zbliżony do granic byłej gminy Centrum. Obwodnica zmieni niekorzystny układ transportowy Warszawy i odciąży zakorkowane centrum miasta. Zrealizowano już część jej odcinków: Trasę Armii Krajowej, aleję Prymasa Tysiąclecia, rondo Zesłańców Syberyjskich i znaczną część Trasy Siekierkowskiej. Pozostałe odcinki są budowane od nowa bądź też modernizowane są stare arterie.

## Przebieg obwodnicy
Trasa Toruńska – Trasa Armii Krajowej – al. Prymasa Tysiąclecia – Al. Jerozolimskie – ul. Łopuszańska – ul. Hynka – ul. Sasanki – ul. Marynarska – ul. Rzymowskiego – Dolina Służewiecka – al. Sikorskiego – al. Witosa – Trasa Siekierkowska – ul. Marsa – ul. Żołnierska – wschodnia obwodnica Warszawy.
W związku z planowanymi inwestycjami drogowymi stolicy został zmieniony docelowy przebieg obwodnicy etapowej. Na północy Warszawy zamiast Trasą Toruńską i Trasą AK obwodnica będzie przebiegała Trasą Mostu Północnego. Na zachodzie zamiast al. Prymasa Tysiąclecia, Al. Jerozolimskimi oraz ul. Łopuszańską, Hynka i Sasanki będzie przebiegała Trasą NS. Na wschodzie Warszawy zamiast ul. Marsa i Żołnierską oraz WOW będzie przebiegała Trasą Olszynki Grochowskiej. Trasa Toruńska, Trasa AK oraz WOW staną się zaś częściami obwodnicy ekspresowej Warszawy.
Docelowy przebieg obwodnicy: Trasa Mostu Północnego – Trasa N-S – ul. Marynarska – ul. Rzymowskiego – Dolina Służewiecka – al. Sikorskiego – al. Witosa – Trasa Siekierkowska – Trasa Olszynki Grochowskiej.